# Ricchi e Poveri

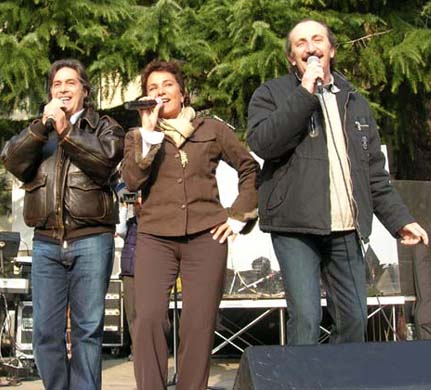
Ricchi e Poveri (2005)

Ріккі е Повері (італ. Ricchi e Poveri) — італійський музичний гурт, створений у 1967 в Генуї. Назва перекладається українською як «Багаті та Бідні».
Дуже популярний як в Італії, так і за її межами. За час його діяльності було продано понад двадцять мільйонів дисків.
У сімдесяті та вісімдесяті роки деякі його сингли стали справжніми хітами року вкорінившись на вершинах італійських та міжнародних хіт-парадів.
Він репрезентував Італію на Єврофестивалі 1978, року з піснею Questo amore, багаторазово брав участь у Фестивалі Санремо, посівши там двічі 2º місце, у 1970 та 1971, і один раз 5º, у 1981, перемігши один раз у 1985 з піснею Se m'innamoro.
Найпопулярнішими з виконаних гуртом пісень вважаються дві з Санремо: Che sarà, 1971, та Sarà perché ti amo, 1981 (остання була адаптована іспанською задля мексиканської співачки Талії (Thalía) й увійшла до диску Lunada 2008: Será porque te amo).
Окрім того, різноманітні їх пісні (Coriandoli su di noi, Mamma Maria, Come vorrei, Piccolo amore, etc.) були обрані як музичні заставки популярних телевізійних передач.
Мали велику популярність в Радянському Союзі. На фірмі «Мелодія» вийшов альбом «Mamma Maria», а телеканали часто передавали декілька кліпів групи.

## Біографія

### Формування
Гурт первісно з'явився як квартет, складений з двох чоловічих та двох жіночих голосів, згідно з найкращими традиціями вокальних груп Америки.
У першому складі троє учасників з чотирьох за походженням генуезці: Франко Ґатті (Franco Gatti) (4 жовтня 1942); Анджела Брамбаті (Angela Brambati) (20 жовтня 1947); Марина Окк'єна (Marina Occhiena) (10 березня 1950); та сардинець Анджело Сотджу (Angelo Sotgiu) Триніта-д'Агульту-е-Віньйола, 22 лютого 1946).
Анджело та Франко входили до складу гурту Jets (не плутати з іншою генуезькою групою зі схожою назвою, яка працювала у наступному десятиріччі), з якої вийшли деякі учасники Матья Базар (Matia Bazar)), разом з Джанні Беллено (Gianni Belleno), який, до 1966, грав там на ударних.
І саме з Jets Анджело та Франко зробили свої перші спроби у грамзапису, записавши у 1963 та 1964 чотири сорокоп'ятки на лейблі ITV.

### Перші кроки
Коли Беллено покинув гурт, щоб увійти до New Trolls, Jets розвалились. Анджело та Франко, завдяки зустрічі зі співачкою з біт-групи Преісторічі (Preistorici) Анджелою Брамбаті (з 1963, заручена з тим самим Сотджу), вирішують створити вокальний квартет за зразкомThe Mamas & the Papas. Ідея втілюється у життя у 1967, негайно після знайомства з подругою Анджели Мариною Окк'єною, трохи молодшою за неї і теж співачкою.
Гурт отримав симпатію римського кантауторе Франко Каліфано (Franco Califano), котрий підказав їм узяти ім'я, яке вони носять досі — пишеться Ricchi e Poveri або Ricchi & Poveri.
Дебют гурту відбувається на пересувному літньому пісенному фестивалі Кантаджіро (Cantagiro) 1968, з L'ultimo amore, Кавер-версія італійською пісні Everlasting love.
У тому ж році виходить їх перша платівка, що містить у собі, окрім названої Кавер-версії, Un amore così grande.
Далі, записують La mia libertà, кавер пісні Bee Gees, перекладена італійською Франко Каліфано, який стає постійним продюсером квартету.
У 1969, виходить новий сингл Si fa chiara la notte, який на зворотній стороні містить Era mercoledì, написана Сотджу та Ґатті
У 1970 вперше беруть участь у Фестивалі у Санремо, де стають другими, виконуючи, у парі з Ніколою Ді Барі (Nicola Di Bari), пісню La prima cosa bella, що увійшла до однойменного з гуртом альбому «Ricchi e Poveri», випущеного лейблом Apollo Records.
У тому ж році публікують інші дві сорокоп'ятки — обидві увійшли до того ж альбому, що й пісні з Санремо: Primo sole primo fiore (з якою беруть участь у музичному фільмі «Terzo canale: Avventura a Montecarlo» Джуліо Парадізі (Giulio Paradisi), з New Trolls і The Trip) та In questa città (з останньою виступають на Кантаджіро).

Ricchi e Poveri під час виступу в туринському Палаці спорту (жовтень 1970)

У 1971 знову беруть участь у Фестивалі Санремо де ще раз стають другими з Che sarà, виконаною з Джозе Фелічано (José Feliciano).
В кінці року виходить платівка Con l'aiuto del Signore, який містить Amici miei, кавер знаменитої Amazing Grace.
У 1972 рекламують Fiesta Snack — продукт відомої кондитерської фірми «Ferrero», і повертаються на Фестиваль Санремо з Un diadema di ciliegie, написаною туринським музикантом Романом Бертола (Romano Bertola) (також автор музики для реклами «Фієсти»), яка не змогла зрівнятися з успіхом попередніх двох пісень, виставлених на конкурс, посівши 11º місце
1973 — дуже інтенсивний рік для Ріккі е Повері: на початку року вони вчетверте є присутні у Санремо з піснею Dolce frutto, яка посідає 4º місце; в Болгарії виходить концертний альбом у форматі EP, названий просто «Concerto live» (Концерт по трансляції; беруть участь у передачі «Un disco per l'estate» з піснею Piccolo amore mio; нарешті, восени вони у телепрограмі з пісенним змаганням «Canzonissima» з піснею Penso, sorrido e canto, яка посідає друге місце.
У 1974, призупинивши участь у музичних конкурсах, стають учасниками театрального проєкту «Teatro Music Hall», організованого Піппо Бауто (Pippo Baudo) (назва спектаклю узята з пісні Penso, sorrido e canto).
Було арендовано на три місяці цирковий балаган, який монтувався і демонтувався кожні два дні на різних зупинках трупи, впродовж подорожі по Італії (переважно по півдню). Під час вистави Ріккі е Повері мали змогу виступати з музичними номерами, а також як актори, навіть індивідуально, окремо від колег по гурту; це принесло їм великий успіх, особливо Анджелі з її інтерпретацією Cabaret Лайзи Мінеллі.
З цією оказією Анджело та Франко познайомились з близнючками Надею та Антонеллою Коккончеллі (Nadia e Antonella Cocconcelli), співачками та танцівницями, обраними Баудо для вистави, які вже з'являлися на телебаченні у програмі «Foto di gruppo», котрі пізніше стали їхніми дружинами.

### Успіх
У тому ж 1974 Ріккі е Повері беруть участь у телевізійній версії оперети «No no, Nanette» супроводжуючи головну героїню Елізабетту Вівіані (Elisabetta Viviani), а також входять до знімальної групи телепрограми «Tante Scuse», записавши пісню Non pensarci più, яка стала музичною заставкою закінчення передачі.
Набутий у цьому випуску успіх забезпечив їм участь у новому сезоні програми, яка мала назву «Di nuovo tante scuse», і нову музичну заставку Coriandoli su di noi, написану Terzoli, Vaime, De Martino та Carla Vistarini, яка мала величезний успіх.
У 1976, вперше записують твір англійською, Love will come, та беруть участь у Санремо з Due storie dei musicanti Серджіо Бардотті (Sergio Bardotti) та Луісом Бакаловим (Luis Enriquez Bacalov), з альбому «I musicanti».
В цьому році у Санремо Анджела виступає у сукні для вагітих, а за декілька місяців потому народжує свого первенця Луку.
У тому ж році беруть участь у театральному турі Вальтера К'ярі (Walter Chiari), ця спроба була повторена у наступному році.
У 1977 виходить альбом, що містить у собі пісні лігурійською мовою, серед яких переосмислена класична Ma se ghe pensu.
У 1978 репрезентують Італію на Єврофестивалі у Парижі з Questo amore, взятою з однойменного альбому.
У 1979, пісня Mama, написана Мариною, Анджело та Франко, стає музичною заставкою «Jet Quiz».
У 1980, публікують «Come eravamo» (інколи зустрічається як «La Stagione Dell'Amore»), останній альбом Ріккі е Повері як квартету, з піснями написаними Тото Кутуньо (який у тому році тріумфував двічі: як виконавець на Санремо, де він переміг з піснею Solo noi, та як автор на Фестивальбарі написавши пісню-переможницю Olympic Games, виконану Miguel Bosé) і аранжовані Mats Bjorklund, серед яких: La stagione dell'amore, Somebody to love, Goodbye my love та Jungle beat; окрім того кавер E no, e no, у двох версіях: італійською та англійською, знаменитої французької пісні Et maintenant.
У тому ж році, гурт здійснює тур з Radio Montecarlo, отримавши величезний успіх в Іспанії, де виходить іспанська версія альбому під назвою «La estación del amor» з декількома піснями кастильскою, серед яких окрім титульного треку, Adiós mi amor, переробка Goodbye my love.
Одночасно з цим, в латиноамериканських країнах виходить експортне видання збірки 1978, Ricchi & Poveri, переназваної Una musica (назви на обкладинці перекладені, але всі пісні співаються італійською, і розміщуються у тому ж порядку, як на збірці 1978).

### Вихід Марини Окк'єни
У 1981, Марина залишає гурт з причини серйозних суперечок з Анджелою та спокушається кар'єрою солістки.
Всупереч відступництву Марини, Ріккі е Повері зберігають свою згуртованість і продовжують пожинати славу; і навіть навпаки, здобувають найбільший з усіх своїх успіхів.
У тому ж 1981, вони знову на Фестивалі Санремо зі знаменитою Sarà perché ti amo.
Попри п'яте місце, пісня стає одним з найуспішніших синглів року, залишаючись на вершині щотижневого хіт-параду протягом десяти тижнів (19 постійного перебування у Top Ten), та завоювавши титул італійського синглу-бестселлера 1981-го року. (Sarà perché ti amo продали 1.022.000 копій у Франції.)
Пісні Come vorrei (1981) та Piccolo amore (1982), одні з перших виконаних групою як тріо, були використані як заставки закінчення у двох випусках знаменитої програми «Portobello», яку вів конферансьє Енцо Тортора (Enzo Tortora), також генуезець.
Come vorrei, так само як і пісня з Фестивалю Санремо 1981 Sarà perché ti amo, Bello l'amore, та багато інших відомих треків з репертуару ансамблю як тріо склали перший альбом (33 оберти) без Марини Окк'єни, що отримав назву E penso a te.
Згадані дві заставки до «Портобелло», а також M'innamoro di te (романтична балада) у типовому для групи стилі), Made in Italy (танцювальна та інтернаціональна) з переплетінням тональностей, чаруючим чергуванням голосів та звабливим ритмом приспіву), які попередньо виходили як сингли, тепер зведені до long-playing диску, зірвали банк у хіт-парадах, руйнуючи цим тогочасну сталу італійську традицію, яка передбачала включення до альбому лише нових, не розкручених пісень (єдине, що виправдовувалось, — введення до платівки творів, які брали участь у музичних змаганнях на кшталт Фестивалю Санремо).
Далі йдуть численні успішні пісні та альбоми, такі як «Mamma Maria» 1982, «Voulez vous danser» 1983, «Dimmi Quando» 1985, «Publicità» 1987, які укомплектовані практично суто шлягерами.
У 1985, троє Ріккі е Повері перемагають у Санремо з Se m'innamoro, і знову беруть там участь у 1988 з Nascerà Gesù, пісня спрямована проти генної інженерії написана Umberto Balsamo.
Дев'яності — роки успіху на національному телебаченні, а також великого міжнародного комерційного успіху
(передусім варто згадати тур по Росії, з 44 концертами з аншлагом), альбомів, синглів та збірок (останні йдуть один за одним у прискореному темпі: видання офіційні та неофіційні, італійські та закордонні, що практично унеможливлює встановлення точної дискографії).
У 1999 виходить «Parla col cuore» — змішаний альбом, який містить декілька відомих і шість нових пісень. На теперішній час це останній диск з оригінальними творами, довкола нього знаходяться збірки старих хітів.

### Нове тисячоліття
У 2004, Ріккі е Повері беруть участь у першому сезоні Реаліті-шоу «Music Farm», яку вів у той рік Амадеусом (Amadeus), зненацька перемігши Лоредану Берте (Loredana Berté) і посівши у фіналі третє місце.
Високо був оцінений кавер Salirò, Даніеле Сільвестрі (Daniele Silvestri), опрацьований тріо протягом програми, і включений в компіляцію створену по закінченню передачі, разом з Sarà perché ti amo, що була виконана у дуеті з тією ж Лореданою Берте, яка мала сильне бажання, щоб ця версія вийшла у форматі синглу.
Майже всі їх успішні пісні були написані двома великими італійськими авторами: Крістіано Мінеллоно (Cristiano Minellono) та Даріо Фаріною (Dario Farina).

## Склад

### З1967до1981
- Franco Gatti
- Angela Brambati
- Angelo Sotgiu
- Marina Occhiena

### З 1981 до2016
- Franco Gatti
- Angelo Sotgiu
- Angela Brambati

### З 2016 до2020
- Angelo Sotgiu
- Angela Brambati

### З 2020
- Angela Brambati
- Angelo Sotgiu
- Franco Gatti
- Marina Occhiena

## Дискографія

### Альбоми
- 1970 — Ricchi e Poveri — Apollo Records, ZSLA 55007
- 1970 — L'altra faccia dei Ricchi e Poveri — CGD містить в собі пісні, що вже виходили на сорокоп'ятках + Al molo (звукова доріжка фільму «Mash»), Carlo e Gino (написана Angelo Sotgiu, Franco Gatti e Wilma Goich) та Che dolore l'amore è quello che è
- 1971 — Che sarà — Apollo Records (album)
- 1971 — Con l'aiuto del signore — Apollo Records — (збірка синглів 1971 + неопублікована Ciao Duca написана Луїджі Лопесом (Luigi Lopez))
- 1972 — Un diadema di successi — Apollo Records, ZSLA 55048
- 1973 — Concerto live — RCA Italiana (концертний, болгарське видання)
- 1974 — Penso sorrido e canto — Fonit Cetra, LPX 28 (album)
- 1976 — Ricchi & Poveri — Fonit Cetra (збірка)
- 1976 — I musicanti — Fonit Cetra (album)
- 1978 — Ricchi & Poveri — Fonit Cetra (збірка)
- 1978 — Questo amore — Fonit Cetra (album)
- 1980 — Una musica — Hispavox (іспанське видання, збірка Ricchi & Poveri del 1978)
- 1980 — Come eravamo — Baby Records (останній альбом як квартета)
- 1980 — La estación del amor — Baby Records (album Come eravamo іспанською, Іспанія)
- 1981 — E penso a te — Baby Records (перший альбом як тріо)
- 1982 — Me enamoro de ti — Baby Records (album E penso a te іспанською, Іспанія)
- 1982 — I think of you — Baby Records (album E penso a te англійською, Болгарія)
- 1982 — Mamma Maria — Baby Records (album)
- 1982 — Mamma Maria — Baby Records (album іспанською, Іспанія)
- 1983 — Voulez vous danser — Baby Records (album)
- 1983 — Voulez vous danser — Baby Records (іспанське видання, Іспанія)
- 1983 — Sarà perché ti amo — Baby Records (перевидання альбому E penso a te, під новою назвою Sarà perché ti amo e identica track listing)
- 1983 — Ieri e oggi — Baby Records (збірка як квартету)
- 1985 — Dimmi quando — Baby Records (album)
- 1987 — Pubblicità — Baby Records (album)
- 1987 — Canzoni d'amore — Baby Records (збірка)
- 1988 — Nascerà Gesù — Cine Vox (збірка)
- 1988 — Ricchi & Poveri — Fonit Cetra (album збірка cover)
- 1990 — Buona giornata e... — EMI Italiana
- 1990 — Una domenica con te — EMI Italiana
- 1992 — Allegro Italiano — EMI Italiana
- 1994 — I grandi successi — EMI Italiana (збірка)
- 1994 — I più grandi successi — Pull (збірка)
- 1994 — Los grandes exitos — Pull (збірка Іспанія) (збірка)
- 1999 — Parla col cuore — Koch Records (album/збірка, з 6 неопублікованими треками)
- 1999 — Friends — Brillan (збірка США)
- 2001 — I grandi successi originali — BMG / Flashback (збірка)
- 2003 — Ricchi & Poveri — Warner Bros (перевидання на CD вінілової збірки 1978, без Mama)
- 2004 — Music Farm Compilation — NAR International (компіляція з трьох пісень Ріккі е Повері: 2 cover Salirò Даніеле Сільвестрі (Daniele Silvestri) та Poster Клаудіо Бальйоні (Claudio Baglioni) + дует Sarà perché ti amo (Chissenefrega) з Лоредана Берте (Loredana Berté))
- 2012 — Perdutamente amore

## Участь уФестивалі у Санремо
- 1970 — La prima cosa bella (2º)
- 1971 — Che sarà (2º)
- 1972 — Un diadema di ciliegie (11º)
- 1973 — Dolce frutto (4º)
- 1976 — Due storie di musicanti (13º)
- 1981 — Sarà perché ti amo (5º)
- 1985 — Se m'innamoro (1º)
- 1987 — Canzone d'amore (7º)
- 1988 — Nascerà Gesù (9º)
- 1989 — Chi voglio sei tu (8º)
- 1990 — Buona giornata (8º)
- 1992 — Così lontani (не фіналіст)

## Політичні погляди
У 2015 році учасники гурту "Ріккі е повері", разом з Тото Кутуньо, Рікардо Фольї та Аль Бано через YouTube-канал "Друзі Путіна Італії і у всьому світі" ("Amici di Putin In Italia e nel mondo") привітали президента РФ Володимира Путіна з Днем народження.